# Балклі-Рівер 19
Балклі-Рівер 19 (англ. Bulkley River 19) — індіанська резервація в Канаді, у провінції Британська Колумбія, у межах регіонального округу Кітімат-Стекін.

## Населення
За даними перепису 2016 року, індіанська резервація нараховувала 128 осіб, показавши зростання на 236,8%, порівняно з 2011-м роком. Середня густина населення становила 57,4 осіб/км².
З офіційних мов обидвома одночасно не володів жоден з жителів, тільки англійською — 130. Усього 5 осіб вважали рідною мовою не одну з офіційних, з них усі — одну з корінних мов.
Працездатне населення становило 56,2% усього населення, усі були зайняті.

## Клімат
Середня річна температура становить 4,3°C, середня максимальна – 19,8°C, а середня мінімальна – -14,7°C. Середня річна кількість опадів – 593 мм.
| Клімат поселення                              | Клімат поселення | Клімат поселення | Клімат поселення | Клімат поселення | Клімат поселення | Клімат поселення | Клімат поселення | Клімат поселення | Клімат поселення | Клімат поселення | Клімат поселення | Клімат поселення | Клімат поселення |
| Показник                                      | Січ.             | Лют.             | Бер.             | Квіт.            | Трав.            | Черв.            | Лип.             | Серп.            | Вер.             | Жовт.            | Лист.            | Груд.            |                  |
| Середній максимум, °C                         | −1,33            | 2,60             | 6,63             | 11,59            | 16,10            | 19,79            | 18,52            | 17,98            | 13,43            | 7,69             | 0,74             | −3,66            |                  |
| Середня температура, °C                       | −8               | −4,08            | −0,02            | 4,91             | 9,42             | 13,12            | 15,49            | 14,94            | 10,39            | 4,65             | −2,3             | −6,7             |                  |
| Середній мінімум, °C                          | −14,66           | −10,74           | −6,72            | −1,75            | 2,76             | 6,45             | 12,45            | 11,89            | 7,35             | 1,61             | −5,34            | −9,75            |                  |
| Норма опадів, мм                              | 58               | 32               | 27               | 28               | 43               | 54               | 53               | 50               | 65               | 74               | 58               | 51               |                  |
| Середньомісячна швидкість вітру, м/с          | 1.82             | 1.81             | 2.00             | 2.11             | 2.10             | 2.03             | 1.90             | 1.72             | 1.62             | 1.73             | 1.74             | 1.73             |                  |
| Середньомісячна сонячна радіація, кДж/м²·день | 2006             | 4465             | 9015             | 14331            | 18072            | 19500            | 18712            | 15703            | 10367            | 5338             | 2443             | 1415             |                  |
| --------------------------------------------- | ---------------- | ---------------- | ---------------- | ---------------- | ---------------- | ---------------- | ---------------- | ---------------- | ---------------- | ---------------- | ---------------- | ---------------- | ---------------- |
| Джерело:                                      |                  |                  |                  |                  |                  |                  |                  |                  |                  |                  |                  |                  |                  |